# Koff
Koff je finské pivo vyráběné v pivovaru Sinebrychoff nacházejícím se ve finské Keravě. Je zde vyráběno již od roku 1819.

## Druhy piva značky Koff
- Koff I (2,5 %)
- Koff III (4,5 %)
- Koff IVA (5,2 %)
- Koff IVB (7,5 %)
- Koff Wild Indian (4,45 %)